# Criniger barbatus
Bulbul-barbudo ou tuta-barbuda (Criniger barbatus) é uma espécie de ave da família Pycnonotidae.
Pode ser encontrada nos seguintes países: Angola, Benin, Costa do Marfim, Gana, Guiné, Guiné-Bissau, Libéria, Nigéria, Serra Leoa e Togo.
Os seus habitats naturais são: florestas secas tropicais ou subtropicais e florestas subtropicais ou tropicais húmidas de baixa altitude.